# Puerto Concordia
Puerto Concordia es un municipio colombiano situado en el  sur del departamento del Meta. Dista de Villavicencio 253 km, de Bogotá 340 km y de San José del Guaviare 23 km.

## Historia
Inicialmente tras su fundación en 1973, se llamó La Cuerera y luego en 1984 La Concordia. Al año siguiente fue declarada inspección departamental con su nombre actual dentro del municipio de Puerto Rico hasta 1989, por medio de la Ordenanza 012 de 1989 asume como municipalidad.

## Geografía
Atravesada por dos ríos principales, el Ariari recoge las aguas de los principales caños pertenecientes al municipio como son Pororio, Aguas Claras, Lagunitas, Caño Seco, Palomas, Arenales, Tigre, El Salado, Corrales, Mereles y Lagunas, cuyas aguas termina desembocando junto con el Guayabero (que a su vez recogen los flujos de los caños La Sal, El Deslinde, Tigrillo y Colombia) hacia el Guaviare. 

### Límites municipales
Puerto Concordia está delimitado por municipios de su propio departamento excepto al sur con Guaviare.
| Noroeste: Mapiripán (Caño Rico)   | Norte: Mapiripán                                                   | Nordeste: Mapiripán (Caño El Melón) |
| Oeste: Puerto Rico (Caño Poroiro) |                                                                    | Este: Mapiripán (Caño El Melón)     |
| Suroeste: Puerto Rico             | Sur: San José del Guaviare ( Guaviare) (ríos Guayabero y Guaviare) | Sureste: Mapiripán (Caño El Melón)  |

## División Político-Administrativa
Aparte, de su Cabecera municipal. Puerto Concordia tiene bajo su jurisdicción los siguientes Centros poblados:
- El Pororio
- Lindenai
- San Fernando

Cuantas veredas tiene el municipio de Puerto Concordia ?

## Economía
Su principal movimiento económico se da gracias a la pesca, agricultura y ganadería, característicos de la región.

## Servicios públicos
- Energía Eléctrica: Electrificadora del Meta (EMSA), es la empresa prestadora del servicio de energía eléctrica.
- Gas Natural: Llanogas, es la empresa distribuidora y comercializadora de gas natural en el municipio.